# Rasbora septentrionalis
Rasbora septentrionalis är en fiskart som beskrevs av Maurice Kottelat 2000. Rasbora septentrionalis ingår i släktet Rasbora och familjen karpfiskar. IUCN kategoriserar arten globalt som otillräckligt studerad. Inga underarter finns listade i Catalogue of Life.